# Dicranella pacifica
Dicranella pacifica là một loài rêu trong họ Dicranaceae. Loài này được W.B. Schofield mô tả khoa học đầu tiên năm 1970.